# Carlo Vittorio Amedeo Ignazio delle Lanze
Carlo Vittorio Amedeo Ignazio delle Lanze (Turim, 1 de setembro de 1712 - Abadia de S. Benigno di Fruttuaria, 25 de janeiro de 1784) foi um cardeal da Igreja Católica do século XVIII, foi prefeito da Sagrada Congregação do Concílio Tridentino e cardeal protopresbítero.

## Nascimento
Nasceu em família nobre, como o mais velho dos dois filhos de Carlo Francesco Agostino delle Lanze, conde delle Lanze e Vinovo, e Barbara Luigia di Piosacco di Piobesi. A outra criança era Gabriella Marianna. Seus padrinhos foram seu tio paterno, o rei Vítor Amadeu II da Sardenha, e sua esposa, a rainha Ana Maria de Orleães. Seu primeiro nome também está listado como Carlo Vittorio Amedeo Ignazio; e seu sobrenome como delle Lancie; e como De Lances.
Depois que sua mãe morreu em 2 de fevereiro de 1721, ele foi para Chambéry, porque seu pai havia sido nomeado governador de Savoia; o país estava muito perturbado com as consequências da guerra e o pesadelo do surto de peste em Marselha, e o pai estava envolvido no desfalque da classe média mercantil; em 1724, ele foi condenado à morte à revelia e teve seus bens confiscados; ele fugiu para o exterior e acabou se estabelecendo em Bolonha.

## Educação
Depois de viajar pelas mais importantes cidades europeias, delle Lanze iniciou a carreira militar. Ele estava na Holanda, em 1730, quando soube que o rei Vítor Amadeu II havia abdicado. Em 17 de setembro, ele escreveu de Haia para o novo rei; e um mês depois, em 17 de outubro, anunciou a decisão de ingressar nos Cônegos Regulares de Sainte-Geneviéve em Paris. Naqueles anos, Sainte-Geneviéve havia adquirido notoriedade como um lugar de penitência e de eclosão da oposição jansenista. Enquanto estava no noviciado, seu pai ordenou que ele fosse para Roma, onde se tornou clérigo secular e continuou seus estudos eclesiásticos na Pontifícia Academia dos Nobres Eclesiásticos, fundada pelo Papa Clemente XI, onde jovens nobres eram preparados para os mais altos cargos da prelatura eclesiástica. Em 1732, voltou ao Piemonte, onde continuou seus estudos (filosofia), evitando todas as honras e promoções. Em 17 de abril de 1734, obteve o baccellierato em teologia na Universidade de Turim.
Aderindo às ideias antijesuítas e jansenistas da época, teve uma crise de consciência que seus velhos amigos definiram como uma apostasia.

## Ordens Sagradas
Recebeu o subdiaconato em 1731, em Tivoli; e o diaconato em 1736. Quando atingiu a maioridade, recuperou os feudos de seu pai, exceto Vinovo, mas renovou a cessão ao rei em 15 de outubro de 1732, obtendo em troca uma boa pensão. Em 23 de setembro de 1736, celebrou sua primeira missa na igreja barnabita de San Dalmazzo, Turim; naquela igreja, iniciou seu primeiro aprendizado no cuidado de almas. Ligado ainda ao mundo académico, destinava parte do seu património ao apoio de jovens estudantes até à formatura. Sua casa era ponto de encontro dos apaixonados pelos temas da reforma da Igreja e do movimento jansenista. É por isso que o jovem clérigo estava de olho naqueles que, como o vigário do Santo Ofício, Giovanni Alberto Magliano Alfieri e os partidários dos jesuítas, seguiam as doutrinas monarquistas, galicanas e agostinianas ensinadas por professores da universidade muito próximos do padre Delle Lanze, como François Mellet e Thomas Crust. A aproximação entre Roma e Turim levou, como garantia de lealdade e ortodoxia, à demissão de Mellet em 1736 e de Crust em 1739. O padre Delle Lanze então se inclinou para a ortodoxia mais clara do tomismo agostiniano e do antibenignismo, dos quais a Universidade de Turim teve duas figuras barnabitas proeminentes como os padres Francesco Antonio Luciardi e Hyacinthe Sigismond Gerdil, futuro cardeal; assim como o padre teatino Michele Casati. Abade da abadia nullius de S. Giusto di Susa, 1743 a 1749. Grão-esmoleiro e pró-capelão da corte de seu primo, o rei Carlos Emanuel III da Sardenha, de 17 de outubro de 1746 até fevereiro de 1773, quando o rei morreu. Abade commendatario de Lucedio, 2 de maio de 1747. Promovido ao cardinalato a pedido daquele rei.

## Cardinalado
Criado cardeal-diácono no consistório de 10 de abril de 1747; o papa enviou-l,he o barrete vermelho com um breve apostólico de 17 de abril; recebeu o chapéu vermelho em 13 de julho e a diaconia de Santos Cosme e Damião em 31 de julho de 1747.

## Episcopado
Eleito arcebispo titular de Nicósia em 11 de agosto de 1747. Consagrada em 24 de setembro de 1747, na capela paulina do palácio Quirinale, Roma, pelo Papa Bento XIV, auxiliado pelo cardeal Antonio Saverio Gentili e pelo cardeal Giovanni Antonio Guadagni. Optou pela ordem dos presbíteros e pelo título de São Sisto, a 2 de outubro de 1747. Abade da abadia nullius de S. Benigno di Fruttuaria, 5 de agosto de 1749, onde fixou residência; embelezou e enriqueceu aquela igreja e construiu um palácio que também serviu de seminário; sínodos regularmente celebrados; e era muito generoso com os pobres. Participou de eventos na corte de Sabóia apenas quando era necessário dar brilho às cerimônias religiosas. Em 12 de outubro de 1749, ele consagrou a igreja de Superga; a 31 de maio de 1750, em Oulx, abençoou o casamento do duque de Sabóia, futuro rei Vittorio Amedeo III, e da infanta de Espanha, Maria Antonieta Ferdinanda; pouco depois presidiu a ostensione do Sudário de Turim; e no ano seguinte, em Milão, participou da solene trasladação do corpo de São Carlos Borromeu.
Cardeal delle Lanze participou do conclave de 1758, que elegeu o Papa Clemente XIII. No conclave, identificou-se com o partido antijesuíta. Optou pelo título de Santa Anastácia, em 22 de novembro de 1758. Em 1759, interveio para obter o barrete cardinalício para o ex-núncio em Turim, Ludovico Merlini; e, a pedido do Papa, apoiou as credenciais do Abade Domenico Morelli, Encarregado de Negócios da Santa Sé em Turim após a partida do Núncio Merlini. Optou pelo título de Santa Praxedes, a 21 de março de 1763. Participou no conclave de 1769, que elegeu o Papa Clemente XIV. Renunciou à sede titular de Nicósia, em 12 de abril de 1773. Em 15 de outubro de 1773, foi nomeado presidente do conselho eclesiástico com a missão de providenciar a absorção do pessoal e a redistribuição dos bens anteriormente pertencentes à Companhia de Jesus. Participou do conclave de 1774-1775, que elegeu o Papa Pio VI. Ao conclave, chegou com fama de protetor dos jesuítas, e por isso não era aceito pelos cardeais da coroa. Secretário da Sagrada Congregação do Conselho Tridentino, 22 de março de 1775 até sua morte; o papa o dispensou da residência em Roma. Pouco tempo depois, em 30 de dezembro, tendo falecido o encarregado de negócios em Turim, o abade Morelli, o cardeal Delle Lanze foi convidado a substituí-lo até a nomeação para aquele cargo do abade Emidio Ziucci, em novembro de 1778. Em 1782, o cardeal foi ao encontro do papa Pio VI, que voltava de Viena, e o acompanhou de Ferrara a Ímola. Optou pelo título de São Lourenço em Lucina, 18 de julho de 1783, tornando-se também o cardeal protopresbítero. Ele dedicou a renda desse título à causa da beatificação de Giuseppe Benedetto Labre, o mendigo de Roma que muitas vezes jazia em frente ao palácio do cardeal François-Joachim de Pierres de Bernis, mas este cardeal não encontrou nele nada espiritualmente significativo. Ele passou seus últimos anos em Fruttaria visitando e fazendo o bem às famílias pobres da cidade.

## Morte
O Cardeal Carlo Vittorio Amedeo Ignazio delle Lanze morreu na Abadia de San Benigno di Fruttuaria em 25 de janeiro de 1784. De acordo com seu testamento, ele foi exposto e enterrado na igreja daquela abadia. Em seu testamento, ele nomeou o seminário da abadia, que ele havia fundado, como seu único herdeiro.